# غايتان روبيل
غايتان روبيل (بالفرنسية: Gaëtan Robail) هو لاعب كرة قدم فرنسي في مركز الوسط، ولد في 9 يناير 1994 في سان بول سور تيرنويس في فرنسا. لعب مع باريس سان جيرمان ونادي فالينسيان.

## وصلات خارجية
- غايتان روبيل على موقع قاعدة بيانات كرة القدم.إي يو (الإنجليزية)
- غايتان روبيل على موقع ليكيب (الفرنسية)
- غايتان روبيل على موقع Soccerway.com (الإنجليزية)